# Гак
Гак (від нім. Haken), також зрідка крюк (д.-рус. крюкъ від дав.-сканд. krókr), заст. викрутач — металевий стрижень, загнутий на одному кінці.

## Підіймальний гак

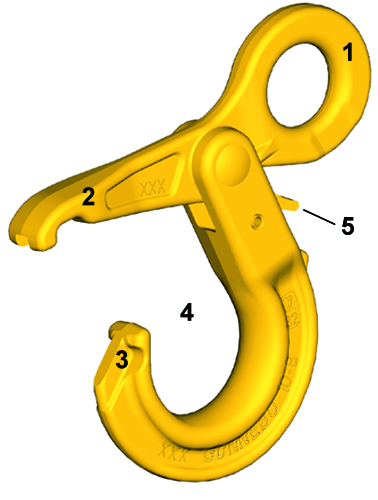
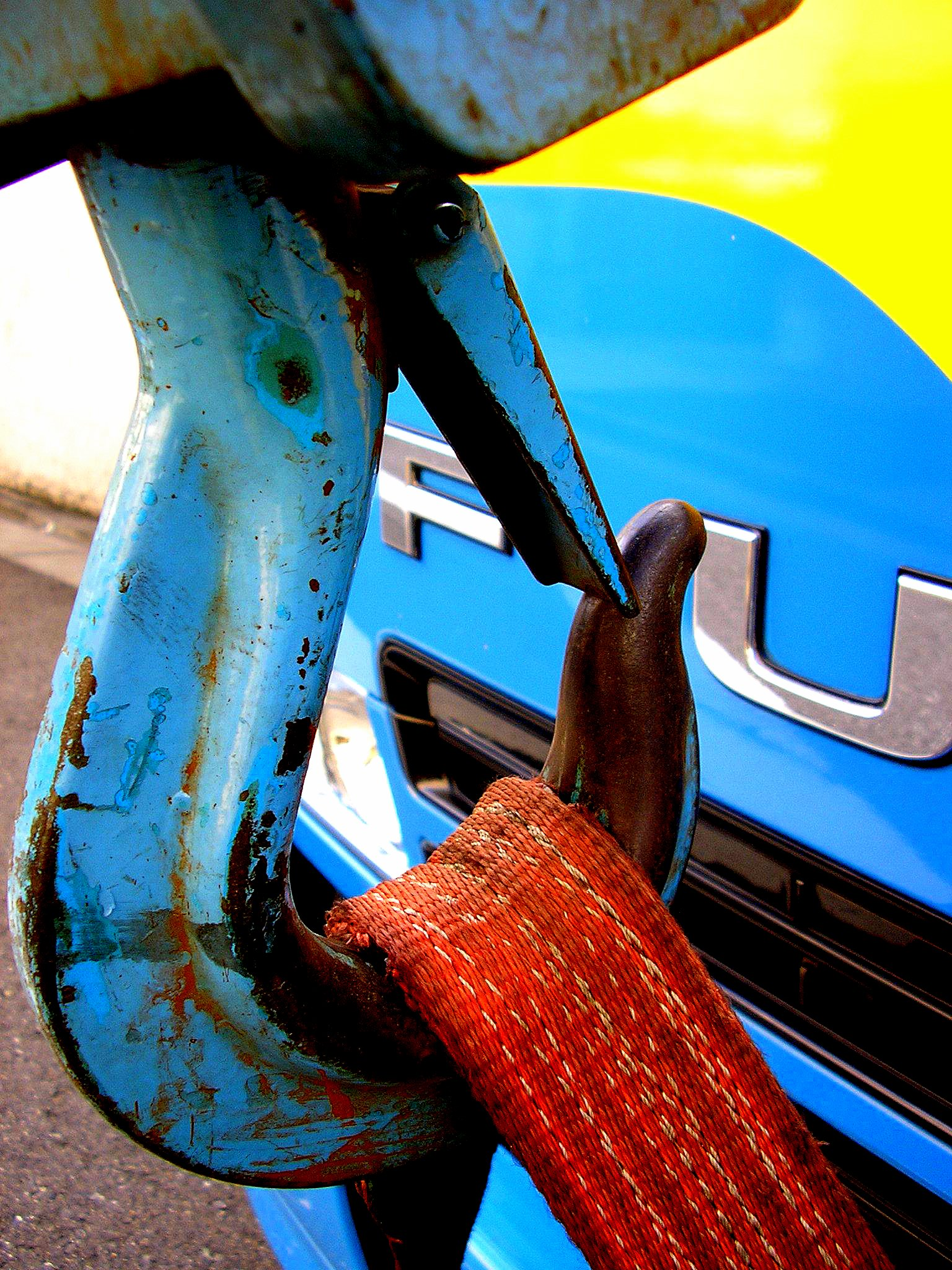
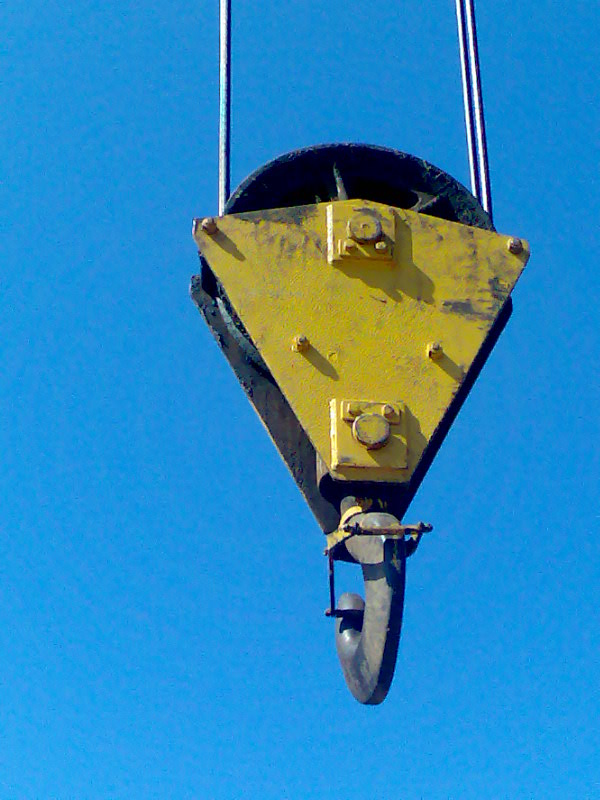

Підіймальний гак (англ. lifting  hook; нім. Bohrhaken m, Förderhaken m) — металевий стержень, загнутий на кінці, призначений для підвішування елеваторів з допомогою стропів, вертлюгів й іншого обладнання та пристосувань під час спуско-підіймальних операцій.

## Інші види

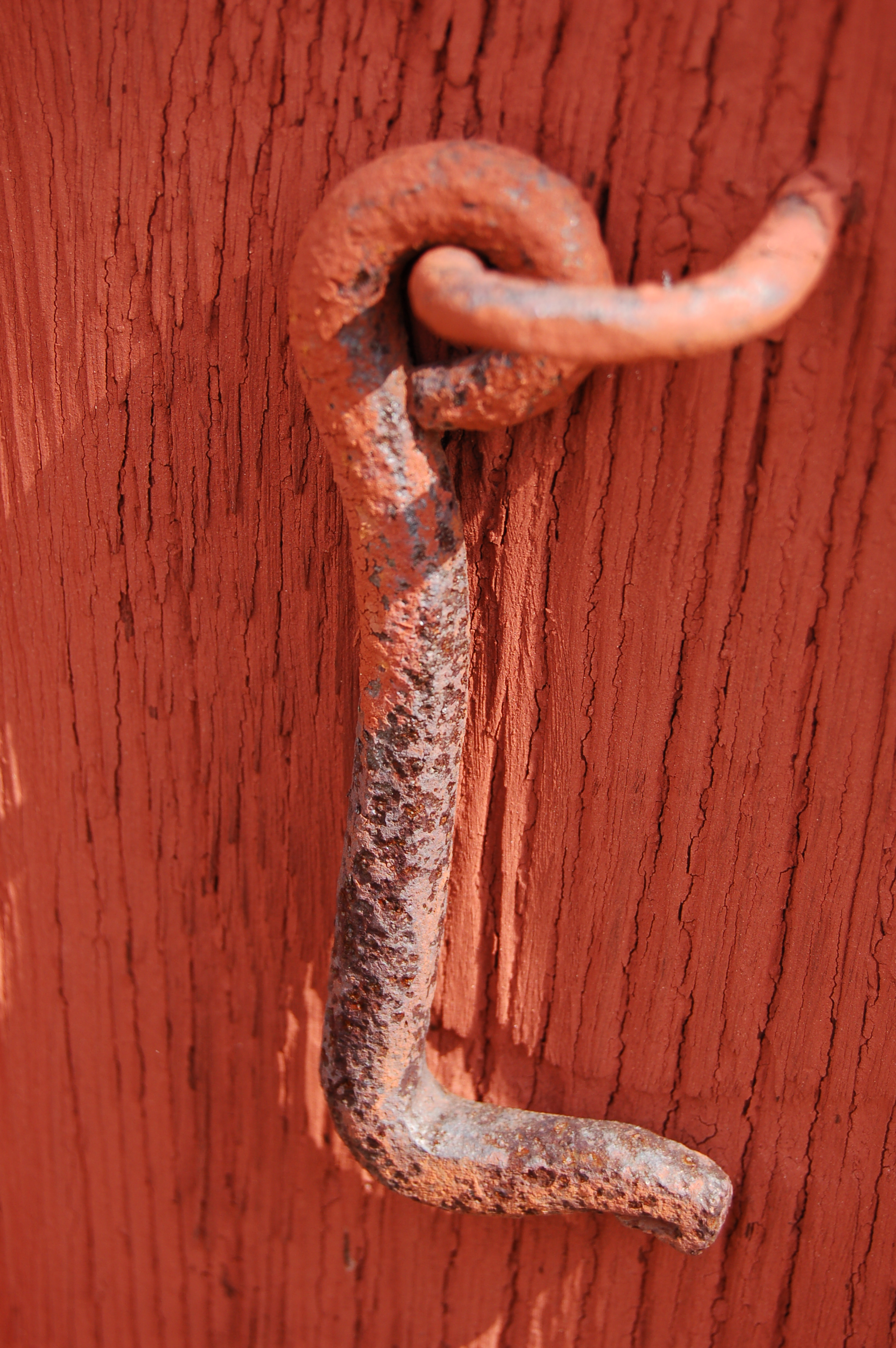
Дверний гачок

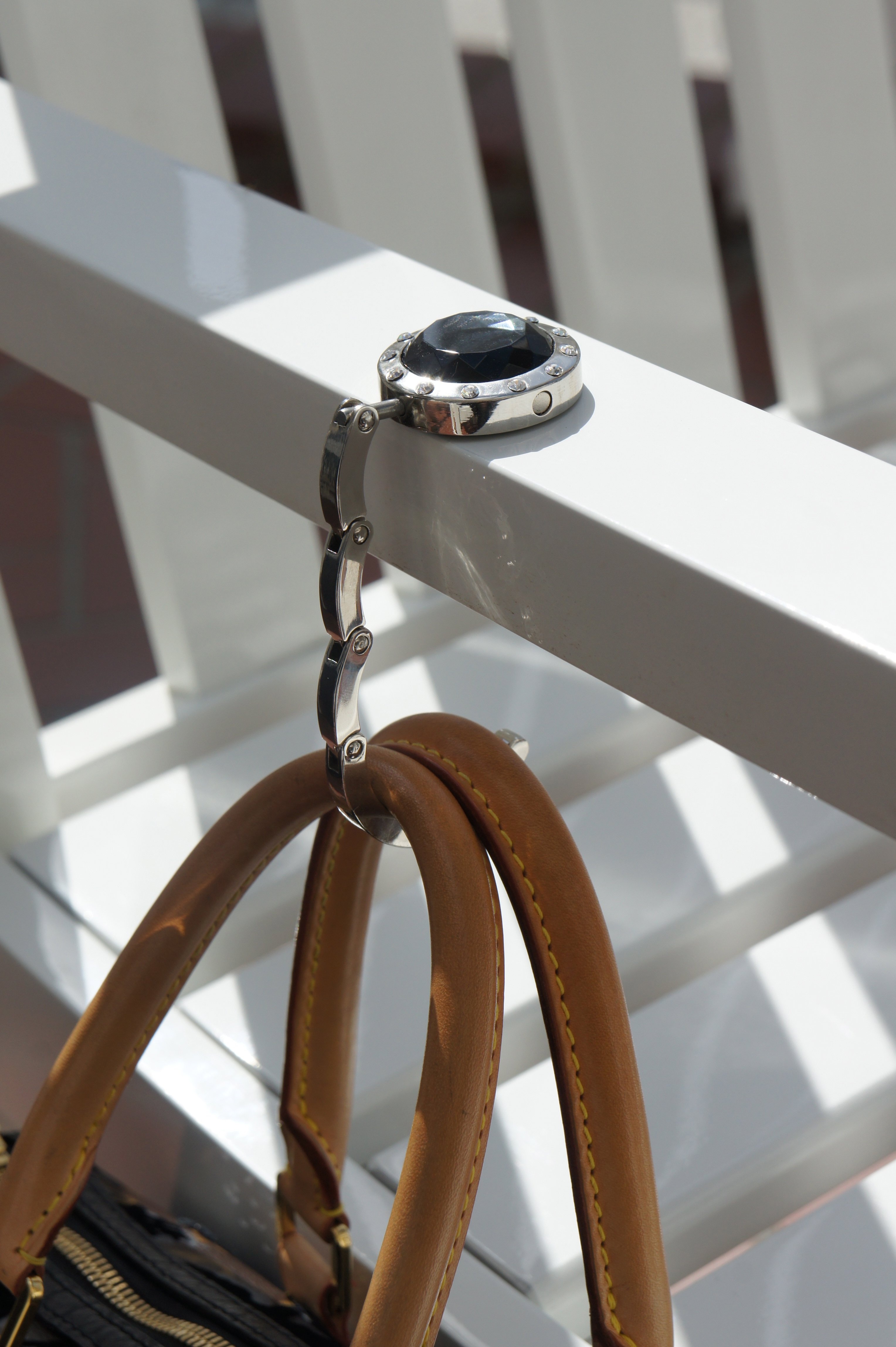
Сумковий гак

- Дверний гак (за́щіпка) — використовується для як запір для защіплення дверей, вікон, хвірток, кватирок.
- Сумковий гак — знімний гак для підвішування сумок
- Скельний гак
- Морський гак — залізний чи сталевий гак, застосовуваний на кораблях.
- Мулярський гак — цвях з відрізком металевої штаби, який служить для закріплення мулярських лат на мурованій стіні
- Кужба — гак для підвішування казана над вогнем
- Поштовий гак — гак на стійці, який встановлювався на маленьких станціях у XIX — початку XX століття для підвішування сумок з кореспонденцією, прийману з поїзда без його зупинки
- Риболовний гак
- Багор — гак на довгій дерев'яній тичині з металевим вістрям
- Відпорний гак, очепа — різновид багра, пристрій для підтягання та відштовховування шлюпок, човнів
- Кантувальний гак
- Сапіна
- Ручний гак
- Рак — прикріплений до жердини гачок, яким витягають воду з криниці[4]
- Гальмівний гак — елемент злітно-посадочного пристрою літака, призначений для захоплення троса аерофінішера
- Гак талевої системи
- Вовча лапа[en] — підйомний пристрій у вигляді двох з'єднаних віссю гаків

## Інше
- Термін гакаборт, яким називають закруглену частину кормового кінця судна, походить від нід. hakkeboord («гаковий борт»).
- Хокей в українській мові колись називався «гаківка»: це було зближення з «гак» оригінального hockey[5].